# Moritz Gogg
Moritz Gogg (* 2. März 1974 in Graz) ist ein österreichischer Opernsänger (Bariton) und Intendant. Er ist seit der Spielzeit 2021/22 Geschäftsführender Intendant der Erzgebirgischen Theater- und Orchester GmbH (ETO), wo er mit Erstaufführungen verfemter Komponisten und Schauspiel-Uraufführungen für nationale und internationale Aufmerksamkeit sorgte.

## Künstlerische Laufbahn
Moritz Gogg absolvierte das Akademische Gymnasium in Graz, anschließend studierte er Klavier am J. J. Fux-Konservatorium, gewann mehrere Preise bei Klavierwettbewerben und arbeitete zwischen 1993 und 1997 als Korrepetitor und Musikalischer Leiter bei den Bühnen Graz. Sein Gesangsstudium absolvierte er an der Musikuniversität Wien bei Helena Łazarska, wo er auch die Liedklasse von Walter Berry besuchte. 2000 legte er sein Diplom mit Auszeichnung ab und wurde zum Magister artium ernannt. In Meisterkursen arbeitete Gogg u. a. mit Hilde Zadek, Thomas Hampson, Hans Hotter und Wicus Slabbert, das Partienstudium erhielt er von Daniel Sarge.
2001 wurde er Mitglied des Internationalen Opernstudios der Staatsoper Hamburg, dem er bis 2003 angehörte. Von 2003 bis 2015 war Moritz Gogg Ensemblemitglied der Staatsoper Hamburg. Gastauftritte führten ihn unter anderem an die Sächsische Staatsoper Dresden (Semperoper), die Oper Frankfurt, Oper Leipzig, Wiener Volksoper, Deutsche Oper am Rhein, Oper Bonn, an das Staatstheater Wiesbaden, Staatstheater Darmstadt, Staatstheater Schwerin, Theater Lübeck, das Linzer Landestheater und zu den Salzburger Festspielen. Darüber hinaus hatte er einen Lehrauftrag für Gesang an der Hochschule für Musik, Theater und Medien Hannover inne.
Gogg arbeitete mit Dirigenten wie Philippe Auguin, Frédéric Chaslin, Alfred Eschwé, Alexander Joel, Peter Keuschnig, Alessandro De Marchi, Ádám Fischer, Cornelius Meister, Ingo Metzmacher, Stefan Soltesz, Uwe Theimer, Ralf Weikert, Jens Georg Bachmann, Bruno Weil, Sebastian Weigle und Simone Young sowie mit Regisseuren wie Willy Decker, Achim Freyer, Caroline Gruber, Robert Herzl, Guy Joosten, Peter Konwitschny, Josef E. Köpplinger, Harry Kupfer, Nikolaus Lehnhoff, Christian Pöppelreiter, Andrea Schwalbach, Keith Warner, Christian von Götz und Dominik Wilgenbus.
Es liegen von Gogg verschiedene Rundfunk- und CD-Aufnahmen vor. So sang er auf der Aufnahme von Jörn Arneckes Kammeroper Das Fest im Meer, die 2003 auf Kampnagel (Hamburg) ihre Uraufführung feierte. Im Sommer 2007 erschien die Gesamtaufnahme von Mathis der Maler, bei der Moritz Gogg unter der Musikalischen Leitung von Simone Young mitwirkte.
Moritz Goggs Vater ist der österreichische Kabarettist Dieter Gogg. Seine Schwester Sibylle Gogg ist freiberufliche Schauspielerin in Berlin.

## Administrative Laufbahn
Gogg studierte außerdem Rechtswissenschaften an der Universität Wien. Bereits während seines Studiums gründete und leitete er das Grazer Gartenfestival, das insbesondere Mozartopern mit Gästen wie Annette Dasch, Tanja Ariane Baumgartner und Elisabeth Kulman zur Aufführung brachte. Während seines Engagements an der Hamburgischen Staatsoper arbeitete Gogg u. a. in der Dramaturgie mit. Nach einer fehlerhaften Kehlkopfmuskelbehandlung stieg Gogg endgültig auf das künstlerische Management um.
Gogg war ab 2017 für zwei Jahre Leiter des Künstlerischen Betriebs am Brucknerhaus in Linz, wo er unter anderem maßgeblich für das Internationale Brucknerfest verantwortlich war. Danach wechselte Gogg 2019 als Operndirektor und Künstlerischer Betriebsdirektor an das Stadttheater Gießen.
Seit 2021 steht er als Geschäftsführender Intendant der Erzgebirgischen Theater und Orchester GmbH (ETO) in dreifacher Verantwortung vor: dem Eduard-von-Winterstein-Theater (mit den Sparten Schauspiel und Musiktheater), der Erzgebirgischen Philharmonie mit Stammsitz im Kulturhaus Aue sowie den sommerlichen Theaterfestspielen im Naturtheater Greifensteine. In dieser Funktion hat er bereits mit Erstaufführungen verfemter Komponisten und Schauspiel-Uraufführungen für nationale und internationale Aufmerksamkeit gesorgt und der ETO überregional sowie für den deutschsprachigen Raum Ansehen verschafft. Für seine erste Spielzeit erhielt Gogg den Jahrespreis ("Operetten-Frosch") des Bayerischen Rundfunks 2021/22.
Zum Ende des Kalenderjahres 2022 kreierte Gogg eine Kooperation mit dem ZDF zur Aufzeichnung der ZDF-Weihnachtssendung 2022 mit den Künstlern Jonas Kaufmann, René Pape, Diana Damrau und Sheku Kanneh-Mason unter Mitwirkung der ETO (hier der Erzgebirgischen Philharmonie).
2018 und 2019 wirkte Gogg als Juror beim AIMS (American Institute of Musical Studies) Meistersinger Wettbewerb in Graz mit.

## Tonträger
- 1999: Schöne Galatee (Camerata)
- 2003: Gräfin Mariza (Camerata / CODAEX)
- 2004: Gestatten? Amanda Klachl – mein Mädchenname. (Wien: Golden Triad)
- 2005: Das Fest im Meer (Nca / H’Art)
- 2007: Mathis, der Maler (OehmsClassics)

## Auszeichnungen
- 1998: Preisträger von „Jugend musiziert“, internationaler Wettbewerbe sowie der Internationalen Sommerakademie Mozarteum Salzburg